# 布努语
布努语是自称“布努”或“努”（意思是“人”）的瑶族所说的语言，是瑶族语言里除了勉语以外最大的语言，属于苗瑶语系苗语支。有39万人说这种语言，主要分布在广西壮族自治区西部和西北部的山区。布努语可能和苗语川黔滇方言最接近。
20世纪下半叶曾经把与布努语同属苗语支的巴哼语、优诺语、炯奈语都作为布努语的方言，现在一般认为这三种语言都是独立于布努语的语言。这几种语言和布努语一样，都是瑶族人所使用的語言。

## 系属分类
布努族属于说苗语支语言的瑶族，布努族在文化上比在语言上更接近瑶族。Strecker (1987)将布努语划为苗语川滇黔方言，布努语群下另几种语言—优诺语、唔奈语和炯奈语则直属于苗语支。Matisoff (2001)将所有这些语言归为苗语支布努语群(即西部苗语)。Ratliff (2010)重新将布努语划入西部苗语，并将炯奈语归为苗语支下单独一支，但没有提到优诺语或唔奈语。中国资料一般不将其视作苗语，因为使用者不是苗族，但Wang & Deng (2003)将布努语划为西部苗语的远亲，炯奈语和优诺语则分别属于独立一支。

## 方言
布努语方言互相间通话困难。
- 布努方言- 36万；代表方言：大化县七百弄乡弄京
  - 东努土语(内名：no22, tuŋ11 no22) -29.3万；云南富宁县龙绍等乡和广西北部都安县梅珠等乡、大化县、巴马县、平果县、田东县、马山县、德保县、隆安县等等县。在富宁县被称作布咋(其内名)或山瑶。[5]
  - 努努土语(内名：no22 no22, po33 no22) -5.4万；广西西北部凌云县陶化等乡、凤山县、东兰县、巴马县西山等乡、田林县、乐业县
  - 布诺土语(内名：pu33 no22) -1.2万；广西北部都安县三只羊乡、下坳乡龙麻村等地[6])
- 包瑙土语 (瑙格劳，[5]内名：pou33 nou22, [tɔ11] m̥ɔu11 tlou11) -2.9万；广西河池市南丹县、天峨县和贵州荔波县；代表方言：南丹里湖瑶族乡
- 努茂土语 (内名：nu22 m̥ou11) -1715使用者贵州；荔波县；代表性方言：荔波瑶麓瑶族乡
  - 努茂土语 (白裤瑶，[5]内名：nu22 m̥ou11) - 约1200；在荔波瑶麓乡和佳荣乡
  - 冬孟土语 (长衫瑶，[5]内名：toŋ11 nu22, toŋ11 m̥uŋ11) -约400；在茂兰乡、洞塘乡和翁昂乡

总计约有39万使用者。
《贵州省志》 (2002)列出贵州荔波县村子的内名。
- nu55 m̥au33：瑶麓
- təu55 m̥u55：瑶山
- tuŋ33 m̥uŋ33：瑶埃

《云南省志》 (1989)报告一种被称为pu55 ʐa11(布咋)的布努语方言在富宁县归朝乡大洞寨村和洞波瑶族乡三湘洞村由约7千人使用。
《邵阳市志》 (1997:533)报告新宁县苗族说一种与布努语很相似的语言。
这些方言间的互通度有所差异，可能是独立的语言。Strecker (1987)甚至认为它们之间没有亲缘关系，是西部苗语下几个独立的语言。:22–42

### 其他
下面列出的族群可能也说布努语。
- 北大老：1.5万(1990)；广西融安县和融水县；可能说布努语，但难以互通[11]
- 被动诺: 244 (1984)；贵州荔波县；似是包瑙土语的变体。[12]被Bradley (2007)识别为东门土语。[13]
- 长袍: 5千 (1999)；贵州南部；语言系属不明，但很可能和布努语有关。[14]被Bradley (2007)识别为东门土语。[13]
- 优迈: 2千 (1999)；贵州西南部；可能布努语方言；[15]李云兵 (2000)将其划为平塘苗语[16]